# Црква Свете Петке у Добром Долу
Црква Свете Петке у Добром Долу, насељеном месту на територији општине Куршумлија, припада Епархији нишкој Српске православне цркве. Црква је подигнута на месту старије цркве брвнаре у периоду од 1978. до 1990. године и посвећена је Светој Петки.
На рушевинама старијег храма, за коју се верује да потиче још из времена кнеза Лазара, у котлини поред друма и близу реке подигнута је црква брвнара 1903. године. На месту цркве брвнаре мештани села почињу са зидањем данашњу цркву од тврдог материјала 1978. године, чије је зидање и покривање завршено 1990. године, када је постављен и иконостас. На храму су постављени олуци и ограђено је црквено двориште. Цркву је осветио Епископ нишки господин Иринеј 8. августа 1993. године. Народ се овде моли на дан преподобне Параскеве и на велике празнике.